# Tierras de León

Terres de Lleó és una comarca de la província de Lleó situada al centre d'aquesta. Està situada en un terreny palner de 944 km² i té 15 municipis. Com que hi ha la capital provincial és una zona poblada, per bé que cal distingir la zona urbana de la més allunyada de la ciutat que és menys poblada.

## Comarques tradicionals
- La Sobarriba
- Valdoncina

## Municipis
| Nombre                      | Pob. (1991) |
| --------------------------- | ----------- |
| Ardón                       | 747         |
| Chozas de Abajo             | 2.258       |
| Cuadros                     | 1.715       |
| Garrafe de Torío            | 971         |
| Lleó                        | 147.625     |
| Onzonilla                   | 1.394       |
| San Andrés del Rabanedo     | 21.643      |
| Santovenia de la Valdoncina | 1.354       |
| Sariegos                    | 1.683       |
| Valdefresno                 | 1.547       |
| Valdevimbre                 | 1.275       |
| Valverde de la Virgen       | 3.776       |
| Vega de Infanzones          | 863         |
| Villaquilambre              | 5.221       |
| Villaturiel                 | 1.714       |
| Total                       | 193.786     |